# Abruka (Saaremaa)
Koordinaten: 58° 10′ N, 22° 30′ O

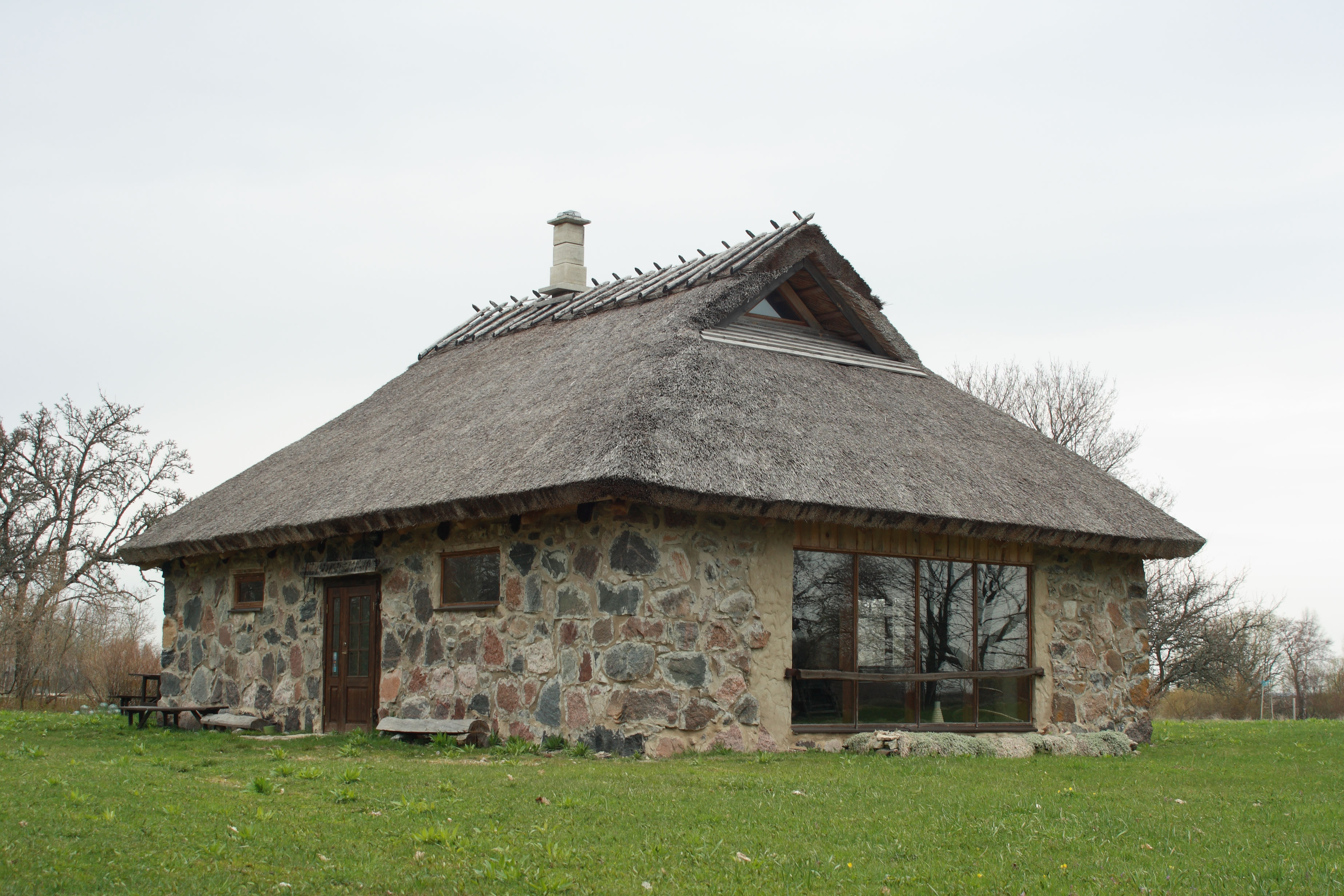
Haus auf Abruka

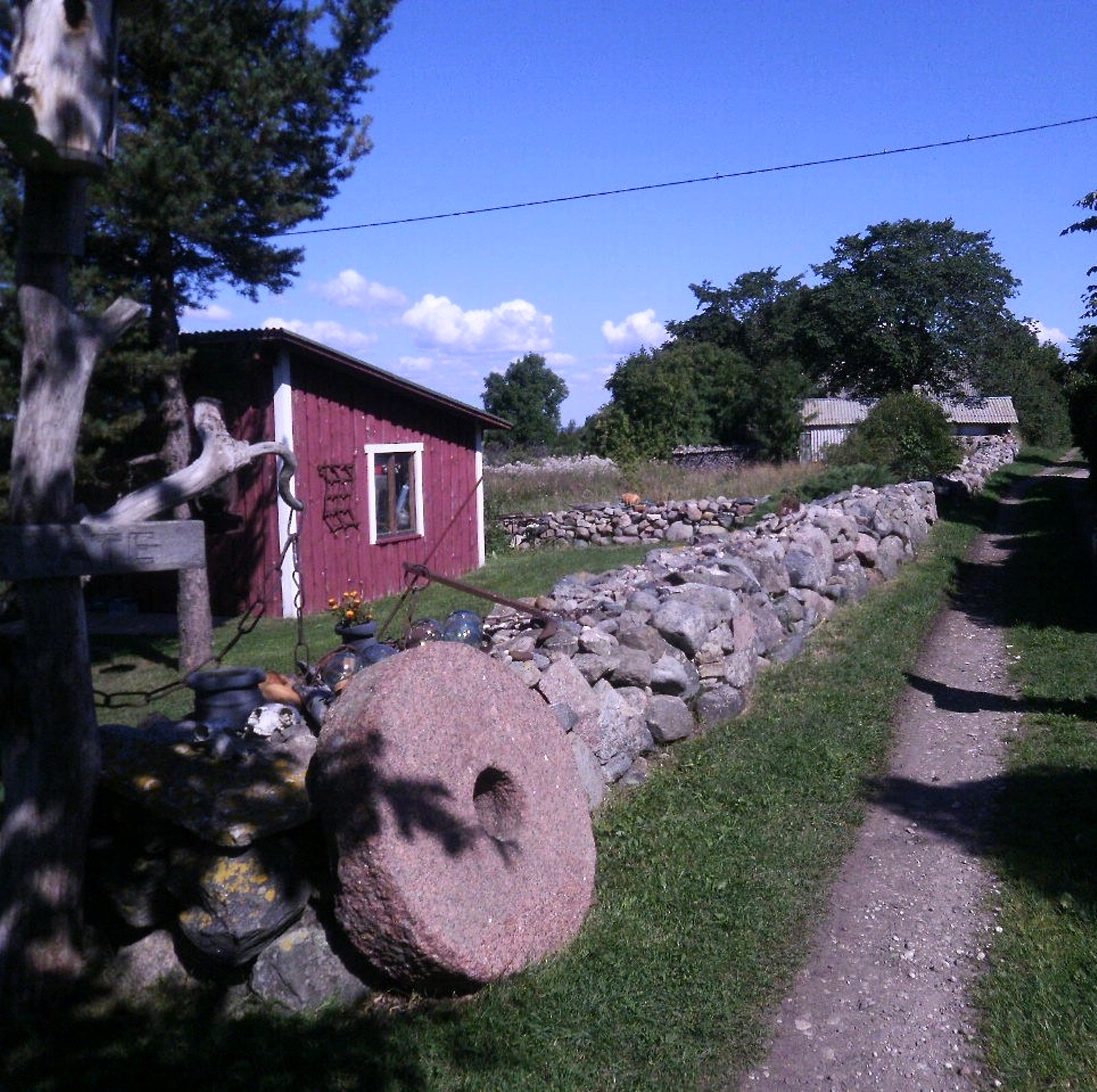
Dorfansicht

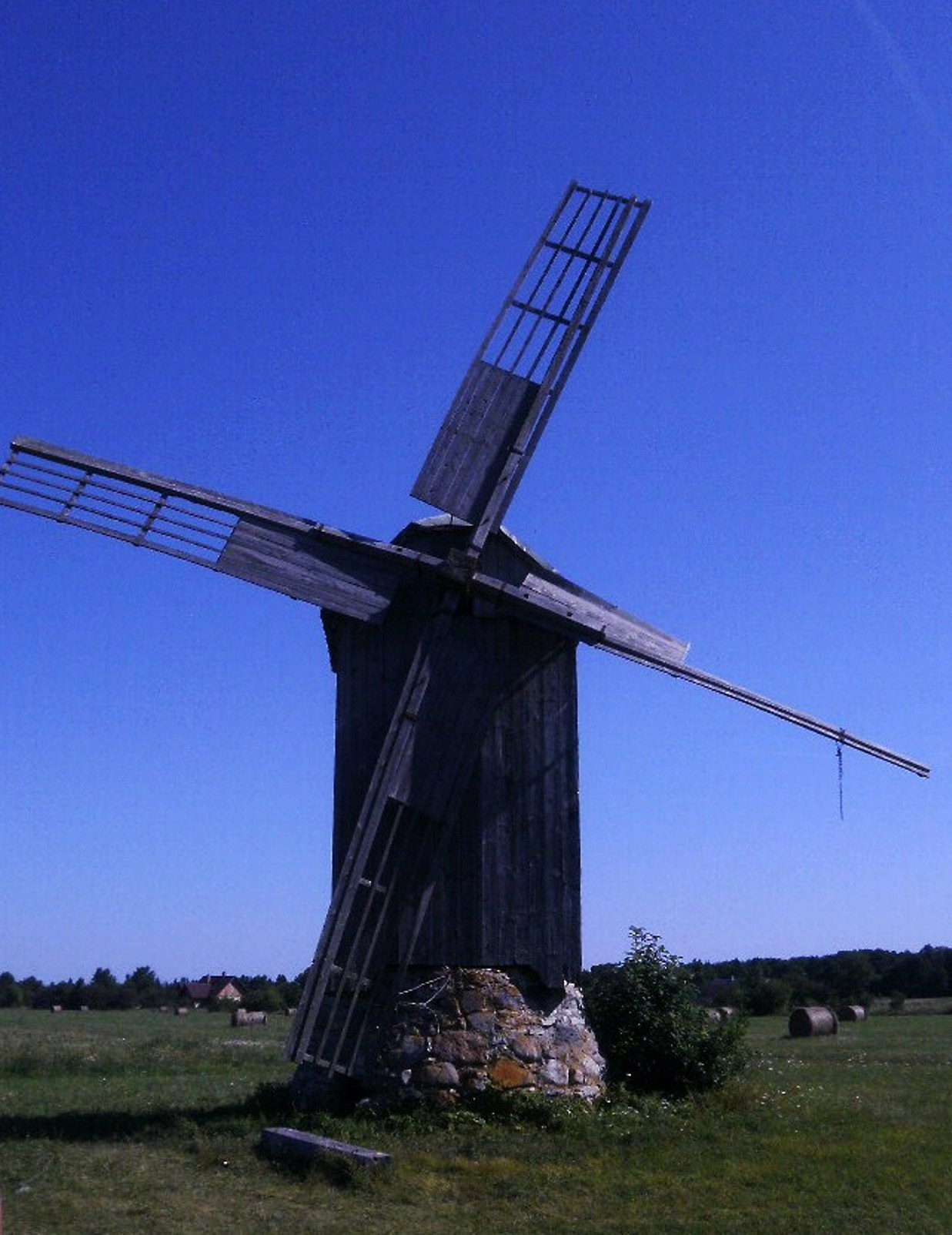
Windmühle

Das Dorf Abruka (Abruka küla) liegt auf der gleichnamigen Insel Abruka. Es gehört verwaltungsmäßig zur Landgemeinde Saaremaa (bis 2017: Landgemeinde Lääne-Saare) im Kreis Saare.

## Einwohnerschaft und Lage
Das Dorf hat 33 Einwohner (Stand 1. Januar 2016). Seine Fläche beträgt 10,66 km². Die Entfernung nach Kuressaare beträgt etwa dreizehn Kilometer Luftlinie.
Zum Verwaltungsgebiet des Dorfes gehören auch die Inseln Vahase, Kasselaid, Linnusitamaa und Kirjurahu sowie zwölf weitere kleine Eilande.

## Geschichte
Die Insel war wahrscheinlich bereits im Mittelalter besiedelt. Seit dem 16. Jahrhundert ist eine Hoflage urkundlich nachgewiesen. Sie gehörte anfangs dem örtlichen Bischof, der auf der Insel eine Pferdezucht betrieb. Im 18. Jahrhundert siedelten sich Bauern auf der Insel an.
Von 1881 bis 1972 gab es auf der Insel eine Grundschule.

## Persönlichkeiten
In Abruka wurden die beiden Zwillingsbrüder Jüri (1940–2014) und Ülo Tuulik (1940– ) geboren. Sie haben sich beide als Schriftsteller einen Namen gemacht.